# Kim Soo-hyun (Schauspieler, 1988)
Kim Soo-hyun (* 16. Februar 1988) ist ein südkoreanischer Schauspieler und Sänger.

## Leben
Kim Soo-hyun nahm während seiner High-School-Zeit an mehreren Schulaufführungen als Schauspieler teil. Er schrieb sich in der Chung-Ang-Universität für die Fachrichtungen Theater- und Filmwissenschaft ein und sang und spielte 2003 in den Musicals Grease und A Midsummer Night’s Dream. Bekannt wurde er durch seine Rolle des Sam-dong in der KBS-TV-Serie Dream High und durch die Mitwirkung als fiktiver König von Joseon, Lee Hwon, in MBCs historischem Drama The Moon Embraces the Sun. Mit der Serie My Love from the Star bekräftigte er sein Image als Frauenschwarm. In dem Drama spielt er einen Außerirdischen, der 400 Jahre auf der Erde festsitzt und sich kurz vor seiner geplanten Rückreise auf seinen Heimatplaneten in die Schauspielerin Cheon Song-yi verliebt. Diese wird gespielt von Jun Ji-hyun. Bereits in The Thieves (2012) spielten beide an einer Seite.
2013 spielte Kim die Hauptrolle in dem Erfolgsfilm Secretly, Greatly. Darin verkörpert er einen nordkoreanischen Spion, der sich als Dorftrottel in Südkorea bedeckt hält. 2015 spielte er eine Hauptrolle in der Mockumentary Producer. 2017 spielte er die Hauptrolle in dem Actionfilm Real, der sich als Misserfolg an den Kinokassen rausstellte.
Von Oktober 2017 bis Juli 2019 absolvierte er seinen Wehrdienst. 2020 kehrte er zum Fernsehen zurück mit der Serie It’s Okay to Not Be Okay an der Seite von Seo Yea-ji.

## Filmografie

### Filme
- 2008: Cherry Blossom (Kurzfilm)
- 2009: Worst Friends (Kurzfilm)
- 2012: The Thieves
- 2013: Secretly, Greatly (은밀하게 위대하게)
- 2014: Miss Granny (수상한 그녀)
- 2017: Real

### Fernsehserien
- 2007: Kimchi Cheese Smile (MBC)
- 2008: Jungle Fish (KBS)
- 2009: Seven Years of Love (OBS)
- 2009: Will It Snow For Christmas? (SBS)
- 2009: Father’s House (SBS)
- 2010: Giant (SBS)
- 2011: Dream High (KBS)
- 2012: Moon Embracing the Sun (MBC)
- 2013–2014: My Love from the Star (별에서온 그대; SBS)
- 2015: Producer (KBS)
- 2019: Hotel del Luna (Cameo)
- 2020: Crash Landing on You (Cameo)
- 2020: It’s Okay to Not Be Okay (사이코지만 괜찮아)
- 2021: One Ordinary Day
- 2024: Queen of Tears (눈물의 여왕)